# همه عشاق
«همه عشاق» تک‌آهنگی از هنرمند اهل استرالیا کایلی مینوگ است که در ۱۱ ژوئن ۲۰۱۰ منتشر شد.